# Borgdorf-Seedorf
Borgdorf-Seedorf là một đô thị thuộc quận Rendsburg-Eckernförde, bang Schleswig-Holstein.